# 臺灣縣志
《臺灣縣志》是清朝臺灣縣的方，於康熙五十九年（1720年）完成，主修者是時任臺灣府海防補盜同知兼攝臺灣縣事的王禮，為清朝臺灣最初三縣中最晚完成的「縣志」。全書共有十卷。

## 沿革
臺灣縣志的主修者為王禮，而實際編纂者為貢生陳文達、林中桂與廩生李欽文、張士箱。該書大約在康熙五十八年（1719年）冬開始編纂，隔年（1720年）孟夏完稿。

## 版本
- 原刻本：於江蘇省立國學圖書館、天津人民圖書館、美國國會圖書館有藏本[1]。1956年，陳漢光於美國國會圖書館攝得原刻本照片，於1958年由臺灣省文獻委員會影印出版，後來成文出版社的版本亦基於此[1]
- 排印本：源頭是1957年臺大教授方豪至美國國會圖書館拍攝的版本[1]
  - 《臺灣文獻叢刊》本（1960年）
  - 《臺灣方志彙編》本（1968年）
- 合校本：《清代臺灣方志彙刊》（文建會、遠流），以成文出版社刊印的美國國會圖書館為底，另以臺灣文獻叢刊本為輔[1]。